# 음률
음률이란 음악에서 쓰는 음높이의 상대적 관계를 규정한 것을 말한다. 하나의 음계가 일정한 음률만으로 규정된다고는 할 수 없으며 민족, 연대, 악곡의 종류, 연주악기 등에 따라 여러 가지 음률이 쓰이고 있다.

## 개요
음계의 각 음이 물리적으로 정해져도 연주자 자신이 음높이를 만들면서 표현하는 음악에서는 연주자의 발상에 따라 음높이에 다소의 변동이 인정되는 일이 많다. 또한 미리 음높이가 고정되는 악기에서도 악기의 음향 특성이나 조율자의 기술적인 면에 의해서 이론적인 수치에서 다소의 차이가 생기는 수도 있다. 따라서 이론적으로 정해진 음률은, 실제의 음악에서는 어느 정도의 편차를 가지게 된다.
음계가 있는 음악에선 선율성에 중점이 있는 것과 화성성에 중점이 있는 것으로 대별된다. 특히 화성적인 음악은 음의 협화가 문제되므로 음률의 규정원리는 자연배음렬의 진동비가 쓰인다.
협화음정은 아주 '순정'으로 해야 하지만, 옥타브에 12개의 음만으로는 불가능하다. 5도음정은 2대3, 장3도음정은 4대 5의 진동비를 가져야 하지만, 5도음정의 누적에서 생기는 장3도음정의 비는 64대 81이 되어 4대 5로는 되지 않는다. 순정조의 장3도보다도 80대 81(22센트, Syntonic comma) 넓어진다. 또 5도음정을 12번 겹치면 딴이름한소리가 생기지만, 옥타브보다 24센트(피타고라스의 콤마) 넓어진다. 이와 같이 변화음을 딴이름한 소리로서 하나의 음으로 공용해서는 무리가 된다. 따라서 5도와 3도의 관계나 변화음의 관계 때문에 간단하게 협화음정을 모두 순정으로 할 수는 없다. 이와 같은 복잡성을 어떻게 간단하게 해결하느냐에 따라 여러 가지 음률양식이 생겨났다.

## 음률의 양식
음률은 규정방법에 따라 다수분할 양식, 불규칙적 양식, 순정양식의 세 가지로 대별된다.

### 다수분할양식
아주 작은 단위음정을 만들어 그 음정에 따라 그 단위를 할당하는 방법이다. 현재 서양음악에서 쓰고 있는 '12평균율'은 옥타브를 12등분해서 반음에 1단위, 온음에 2단위를 할당하는 방법이다.

### 불규칙적 양식
음계 속에 있는 같은 음정들에 넓은 것과 좁은 것이 있는 것을 말한다. 이 방법은 다수분할양식과 순정양식의 중간적인 것이다.

### 순정 양식
순정음정을 써서 음계를 규정해 가는 것이다. 모든 협화음정을 순정으로 하게 한 것을 '순정률'이라 하는데, 이론적인 모범음률일 뿐 실용에는 무리가 있다. 5도음정만을 순정으로 하는 방법을 '피타고라스의 음계'라 하며, 한국음악과 중국음악에서는 '삼분손익법'이라 한다. 장3도음정(단6도)만이 순정이 되도록 한 것을 '중전음률'이라 한다.

## 같이 보기
- 온음음계

## 참고 문헌
- 이 문서에는 다음커뮤니케이션(현 카카오)에서 GFDL 또는 CC-SA 라이선스로 배포한 글로벌 세계대백과사전의 내용을 기초로 작성된 글이 포함되어 있습니다.